# Васильевский (микрорайон)
Васи́льевский  — микрорайон в юго-восточной части города Ржева Тверской области.  
Включает в себя территорию бывшей деревни Васильевское. На севере граничит с микрорайоном Нижний Бор и одноимённым лесопарком, на юге с посёлком  40 лет ВЛКСМ.
На западной окраине микрорайона располагается Ржевская нефтебаза «Тверьнефтепродукт».

## История
Свою родословную Васильевское ведёт с XVIII века. До революции здесь располагалось имение ржевских дворян Ивановских. Последним владельцем усадьбы был Николай Петрович Ивановский, который в 1914 году выставил усадьбу на аукцион. 
В 1919 году усадьба была национализирована, а в начале 1920-х на базе усадьбы был основан совхоз.
В 1924 году все ценные предметы из бывшей усадьбы были переданы в Ржевский губмузей.
В годы немецкой оккупации Ржева, в 1942 году, деревня была сожжена и восстановлена уже после войны, как посёлок сельского типа Васильевский. До сих пор все дома в микрорайоне числятся по адресу – посёлок Васильевский.
В 1970-х годах Васильевский вошёл в состав города Ржева на правах микрорайона.

## Транспорт
Сообщение с центром Ржева осуществляется автобусными маршрутами № 3 и № 13.